# Lista över kommuner i Albanien

Karta över kommunerna i Albanien.

Kommuner (albanska: bashki) är den andra högsta administrativa indelningen i Albanien efter de tolv prefekturerna. Före 2015, fanns det 373 kommuner av två olika typer: kommuner med en stadsliknande karaktär kallades bashki och landsbygskommuner kallades komunë.
Kommunerna delas in i administrativa enheter (njësi administrative), som ibland nämns som "kommundelar" eller "minikommuner". Administrativa enheter består av en eller flera städer, orter eller byar.
År 2014 införde regeringen ett nytt administrativt system som infördes i juni 2015 med lokala val, där kommunerna minskades till totalt 61 stycken och landsbygskommunerna avskaffades. De flesta tidigare kommunerna är nu en administrativ enhet.

## Tabell
| Vapen (Stemë) | Kommun (Bashki) | Administrativa enheter (Njësi administrative)                                                                                                | Areal km² | Karta Geografisk placering | Invånare                  | Invånare      | Borgmästare (Kryetar/e) |
| Vapen (Stemë) | Kommun (Bashki) | Administrativa enheter (Njësi administrative)                                                                                                | Areal km² | Karta Geografisk placering | Befolkningsräkning (2011) | Folkbokföring | Borgmästare (Kryetar/e) |
| ------------- | --------------- | --- | --------- | -------------------------- | ------------------------- | ------------- | ----------------------- |
|               | Belsh           | Belsh, Fierzë, Grekan, Kajan, Rrasë | 196,44    |                            | 19 503                    | 32 389        | Arif Tafani (PS)        |
|               | Berat           | Berat, Otllak, Roshnik, Sinjë, Velabisht | 379,98    |                            | 60 031                    | 98 875        | Ervin Demo (PS)         |
|               | Bulqizë         | Bulqizë, Fushë-Bulqizë, Gjoricë, Martanesh, Ostren, Shupenzë, Trebisht, Zerqan                                                               | 678,51    |                            | 31 210                    | 40 223        | Lefter Alla (PS)        |
|               | Cërrik          | Cërrik, Gostimë, Klos, Mollas, Shalës | 189,65    |                            | 27 445                    | 46 652        | Andis Sala (PS)         |
|               | Delvinë         | Delvinë, Vergo | 182,90    |                            | 7 598                     | 18 078        | Majlinda Qilimi (PS)    |
|               | Devoll          | Bilisht, Hoçisht, Miras, Progër, Qendër Bilisht                                                                                              | 453,27    |                            | 26 716                    | 42 388        | Eduard Duro (PS)        |
|               | Dibër           | Arras, Fushë-Çidhën, Kala e Dodës, Kastriot, Lurë, Luzni, Maqellarë, Melan, Muhurr, Peshkopi, Selishtë, Sllovë, Tomin, Zall-Dardhë, Zall-Reç | 937,88    |                            | 61 619                    | 78 940        | Dionis Imeraj (PS)      |
|               | Divjakë         | Divjakë, Grabian, Gradishtë, Remas, Tërbuf                                                                                                   | 309,58    |                            | 34 254                    | 53 372        | Fredi Kokoneshi (PS)    |
|               | Dropull         | Dropull i Poshtëm, Dropull i Sipërm, Pogon                                                                                                   | 466,67    |                            | 3 503                     | 23 131        | Dhimitraq Toli (PS)     |
|               | Durrës          | Durrës, Ishëm, Katund i Ri, Manëz, Rrashbull, Sukth                                                                                          | 338,30    |                            | 175 110                   | 299 989       | Valbona Sako (PS)       |
|               | Elbasan         | Bradashesh, Elbasan, Funarë, Gjergjan, Gjinar, Gracen, Labinot-Fushë, Labinot-Mal, Papër, Shirgjan, Shushicë, Tregan, Zavalinë               | 872,03    |                            | 141 714                   | 205 892       | Gledian Llatja (PS)     |
|               | Fier            | Cakran, Dërmenas, Fier, Frakull, Levan, Libofshë, Mbrostar Ura, Portëz, Qendër, Topojë                                                       | 619,90    |                            | 120 655                   | 196 324       | Armando Subashi (PS)    |
|               | Finiq           | Aliko, Dhivër, Finiq, Livadhja, Mesopotam | 441,20    |                            | 11 862                    | 39 055        | Kristo Kiço (M.E.G.A)   |
|               | Fushë-Arrëz     | Blerim, Fierzë, Fushë-Arrëz, Iballë, Qafë-Mali                                                                                               | 540,42    |                            | 7 405                     | 11 651        | Fran Tuçi (PS)          |
|               | Gjirokastër     | Antigonë, Cepo, Gjirokastër, Lazarat, Lunxhëri, Odrie, Picar                                                                                 | 469,25    |                            | 25 301                    | 52 054        | Flamur Golemi (PS)      |
|               | Gramsh          | Gramsh, Kodovjat, Kukur, Kushovë, Lenie, Pishaj, Poroçan, Skënderbegas, Sult, Tunjë                                                          | 739,22    |                            | 24 231                    | 36 305        | Klodian Tace (PS)       |
|               | Has             | Fajzë, Gjinaj, Golaj, Krumë | 399,62    |                            | 16 790                    | 21 247        | Liman Morina (PS)       |
|               | Himarë          | Himarë, Horë-Vranisht, Lukovë | 571,94    |                            | 5 738                     | 27 049        | Jorgo Goro (PS)         |
|               | Kamëz           | Kamëz, Paskuqan | 37,18     |                            | 104 190                   | 125 632       | Rakip Suli (PS)         |
|               | Kavajë          | Golem, Helmas, Kavajë, Luz i Vogël, Synej | 198,81    |                            | 40 094                    | 79 556        | Redjan Krali (PS)       |
|               | Këlcyrë         | Ballaban, Dishnicë, Këlcyrë, Sukë | 304,65    |                            | 6 113                     | 12 468        | Klement Ndoni (PS)      |
|               | Klos            | Gurrë, Klos, Suç, Xibër | 357,48    |                            | 16 618                    | 16 618        | Ilmi Hoxha (PS)         |
|               | Kolonjë         | Barmash, Çlirim, Ersekë, Leskovik, Mollas, Novoselë, Qendër Ersekë, Qendër Leskovik                                                          | 864,06    |                            | 11 070                    | 19 919        | Erion Isai (PS)         |
|               | Konispol        | Konispol, Markat, Xarrë | 221,88    |                            | 8 245                     | 17 737        | Shuap Beqiri (PS)       |
|               | Korçë           | Drenovë, Korçë, Lekas, Mollaj, Qendër Bulgarec, Vithkuq, Voskop, Voskopojë                                                                   | 805,99    |                            | 75 994                    | 129 065       | Sotiraq Filo (PS)       |
|               | Krujë           | Bubq, Cudhi, Fushë-Krujë, Krujë, Nikël, Kodër-Thumanë                                                                                        | 339,02    |                            | 59 814                    | 79 608        | Artur Bushi (PS)        |
|               | Kuçovë          | Kozare, Kuçovë, Lumas, Perondi | 160,23    |                            | 31 262                    | 55 293        | Kreshnik Hajdari (PS)   |
|               | Kukës           | Arrën, Bicaj, Bushtricë, Grykë-Çajë, Kalis, Kolsh, Kukës, Malzi, Shishtavec, Shtiqën, Surroj, Tërthore, Topojan, Ujmisht, Zapod              | 933,86    |                            | 47 985                    | 59 393        | Safet Gjici (PS)        |
|               | Kurbin          | Fushë Kuqe, Laç, Mamurras, Milot | 269,03    |                            | 46 291                    | 72 987        | Majlinda Cara (PS)      |
|               | Lezhë           | Balldren, Blinisht, Dajç, Kallmet, Kolsh, Lezhë, Shëngjin, Shënkoll, Ungrej, Zejmen                                                          | 509,10    |                            | 65 633                    | 106 245       | Pjerin Ndreu (PS)       |
|               | Libohovë        | Libohovë, Qendër Libohovë, Zagori | 248,24    |                            | 3 667                     | 7 158         | Luiza Mandi (PS)        |
|               | Librazhd        | Hotolisht, Librazhd, Lunik, Orenjë, Polis, Qendër Librazhd, Stëblevë                                                                         | 793,36    |                            | 31 892                    | 44 181        | Kastriot Gurra (PS)     |
|               | Lushnjë         | Allkaj, Ballagat, Bubullimë, Dushk, Fier-Shegan, Golem, Hysgjokaj, Karbunarë, Kolonjë, Krutje, Lushnjë                                       | 372,72    |                            | 83 659                    | 127 438       | Fatos Tushe (PS)        |
|               | Malësia e Madhe | Gruemirë, Kastrat, Kelmend, Koplik, Qendër, Shkrel                                                                                           | 951,01    |                            | 30 823                    | 53 918        | Tonin Marinaj (PS)      |
|               | Maliq           | Gorë, Libonik, Maliq, Moglicë, Pirg, Pojan, Vreshtas                                                                                         | 656,34    |                            | 41 757                    | 64 664        | Gëzim Topçiu (PS)       |
|               | Mallakastër     | Aranitas, Ballsh, Fratar, Greshicë, Hekal, Kutë, Ngraçan, Qendër Dukas, Selitë                                                               | 329,19    |                            | 27 062                    | 43 033        | Qerim Ismailaj (PS)     |
|               | Mat             | Baz, Burrel, Derjan, Komsi, Lis, Macukull, Rukaj, Ulëz                                                                                       | 493,50    |                            | 27 600                    | 38 615        | Agron Malaj (PS)        |
|               | Memaliaj        | Buz, Krahës, Luftinjë, Memaliaj, Memaliaj Fshat, Qesarat                                                                                     | 372,07    |                            | 10 657                    | 21 467        | Gjolek Guci (PS)        |
|               | Mirditë         | Fan, Kaçinar, Kthellë, Orosh, Rrëshen, Rubik, Selitë                                                                                         | 869,71    |                            | 22 103                    | 37 384        | Ndrec Dedaj (PS)        |
|               | Patos           | Patos, Ruzhdie, Zharrëz | 82,55     |                            | 22 959                    | 42 738        | Rajmonda Balilaj (PS)   |
|               | Peqin           | Gjoçaj, Karinë, Pajovë, Peqin, Përparim, Shezë                                                                                               | 197,79    |                            | 26 136                    | 38 900        | Lorenc Tosku (PS)       |
|               | Përmet          | Çarçovë, Frashër, Përmet, Petran, Qendër Piskovë                                                                                             | 601,95    |                            | 10 614                    | 20 301        | Alma Hoxha (PS)         |
|               | Pogradec        | Buçimas, Çërravë, Dardhas, Pogradec, Proptisht, Trebinjë, Udenisht, Velçan                                                                   | 548,77    |                            | 61 530                    | 90 976        | Ilir Xhakolli (PS)      |
|               | Poliçan         | Poliçan, Tërpan, Vërtop | 272,02    |                            | 10 953                    | 18 341        | Adriatik Zotkaj (PS)    |
|               | Prrenjas        | Prrenjas, Qukës, Rrajcë, Stravaj | 322,95    |                            | 24 906                    | 33 031        | Nuri Belba (PS)         |
|               | Pukë            | Gjegjan, Pukë, Qelëz, Qerret, Rrapë | 505,53    |                            | 11 069                    | 16 836        | Gjon Gjonaj (PS)        |
|               | Pustec          | Pustec | 198,68    |                            | 3 290                     | 5 191         | Pali Kolefski (PS)      |
|               | Roskovec        | Kuman, Kurjan, Roskovec, Strum | 118,01    |                            | 21 742                    | 31 548        | Majlinda Bufi (PS)      |
|               | Rrogozhinë      | Gosë, Kryevidh, Lekaj, Rrogozhinë, Sinaballaj                                                                                                | 223,50    |                            | 22 148                    | 40 684        | Haxhi Memolla (PS)      |
|               | Sarandë         | Ksamil, Sarandë | 58,96     |                            | 20 227                    | 50 680        | Adrian Gurma (PS)       |
|               | Selenicë        | Armen, Brataj, Kotë, Selenicë, Sevaster, Vllahinë                                                                                            | 561,24    |                            | 18 476                    | 35 793        | Pëllumb Binaj (PS)      |
|               | Shijak          | Gjepalaj, Maminas, Shijak, Xhafzotaj | 92,19     |                            | 34 513                    | 44 103        | Elton Arbana (PS)       |
|               | Shkodra         | Ana e Malit, Bërdicë, Dajç, Guri i Zi, Postribë, Pult, Rrethinat, Shalë, Shkodra, Shosh, Velipojë                                            | 872,71    |                            | 135 612                   | 200 889       | Voltana Ademi (PD)      |
|               | Skrapar         | Bogovë, Çepan, Çorovodë, Gjerbës, Leshnjë, Potom, Qendër Skrapar, Vendreshë, Zhepë                                                           | 831,44    |                            | 12 403                    | 19 072        | Adriatik Mema (PS)      |
|               | Tepelenë        | Kurvelesh, Lopës, Qendër Tepelenë, Tepelenë                                                                                                  | 431,24    |                            | 8 949                     | 16 371        | Tërmet Peçi (PS)        |
|               | Tiranë          | Baldushk, Bërzhitë, Dajt, Farkë, Kashar, Krrabë, Ndroq, Petrelë, Pezë, Shëngjergj, Tiranë, Vaqarr, Zall-Bastar, Zall-Herr                    | 1 110,03  |                            | 557 422                   | 757 361       | Erion Veliaj (PS)       |
|               | Tropojë         | Bajram Curri, Bujan, Bytyç, Fierzë, Lekbibaj, Llugaj, Margegaj, Tropojë                                                                      | 1 057,30  |                            | 20 517                    | 28 216        | Rexhë Byberi (PS)       |
|               | Ura Vajgurore   | Cukalat, Kutalli, Poshnjë, Ura Vajgurore | 156,56    |                            | 27 295                    | 39 551        | Juliana Memaj (PS)      |
|               | Vau i Dejës     | Bushat, Hajmel, Shllak, Temal, Vau i Dejës, Vig-Mnelë                                                                                        | 499,09    |                            | 30 438                    | 48 966        | Mark Babani (PS)        |
|               | Vlorë           | Novoselë, Orikum, Qendër Vlorë, Shushicë, Vlorë                                                                                              | 616,85    |                            | 130 827                   | 194 147       | Dritan Leli (PS)        |
|               | Vorë            | Bërxullë, Prezë, Vorë | 82,72     |                            | 25 511                    | 36 230        | Agim Kajmaku (PS)       |
| —             | 61              | 373 | 28 316,27 | —                          | 2 830 751                 | 4 345 918     | —                       |